# Joganidra
Joganidra (lub yoga nidra lub sen jogiczny) to stan świadomości pomiędzy przebudzeniem a snem, podobny do etapu „zasypiania”, zwykle wywoływany przez medytację z przewodnikiem.

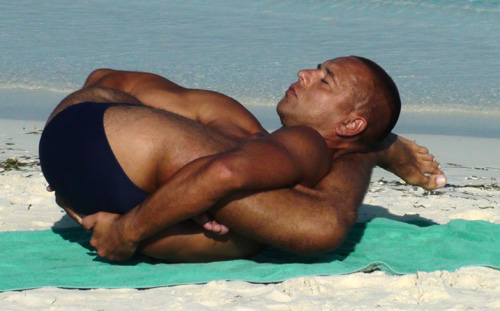
Yoga Nidra asana

Ta starożytna technika pochodząca z Indii, obecnie rozpowszechniła się na całym świecie. Istnieją dowody na to, że joga nidra pomaga złagodzić stres. Jest również stosowana przez armię amerykańską, aby pomóc żołnierzom w wyzdrowieniu z zespołu stresu pourazowego lub studentom. Badania naukowe wykazały, że może poprawić jakość snu, zmniejszyć objawy PTSD i obniżyć poziom kortyzolu, poprawiając ogólne samopoczucie